# Extreme Rules (2011)
L'édition 2011 d'Extreme Rules est une manifestation de catch professionnel télédiffusée et visible uniquement en paiement à la séance. L'événement, produit par la World Wrestling Entertainment, a eu lieu le 1er mai 2011 au St. Pete Times Forum, à Tampa (Floride) aux États-Unis. Il s'agit de la troisième édition d'Extreme Rules. John Cena est en vedette de l'affiche promotionnelle (officielle).
C'était le premier PPV sous le nom WWE à la suite de la décision du président de la WWE Vincent Kennedy McMahon, la compagnie est renommée WWE Incorporated

## Contexte
Les spectacles de la World Wrestling Entertainment en paiement à la séance sont constitués de matchs aux résultats prédéterminés par les scénaristes de la WWE. Ces rencontres sont justifiées par des storylines - une rivalité avec un catcheur, la plupart du temps - ou par des qualifications survenues dans les émissions de la WWE telles que RAW, SmackDown et Superstars. Tous les catcheurs possèdent un gimmick, c'est-à-dire qu'ils incarnent un personnage face (gentil), heel (méchant) ou tweener (neutre, apprécié du public), qui évolue au fil des rencontres. Un pay-per-view comme Extreme Rules est donc un évènement tournant pour les différentes storylines en cours.

### Christian contre Alberto del Rio
À WrestleMania XXVII, Edge parvient à défendre son titre de World Heavyweight Champion contre Alberto del Rio. À WWE SmackDown le 8 avril, Christian et Alberto del Rio s'affrontent donc pour déterminer qui sera le nouveau prétendant no 1 au titre ; Alberto Del Rio gagne et doit donc affronter Edge dans un Ladder match à Extreme Rules 2011.
Cependant, Edge est contraint d'abandonner son titre et de prendre une retraite anticipée, ce qui laisse donc le titre vacant et Alberto Del Rio sans adversaire pour Extreme Rules 2011. Dans l'épisode du 15 avril de WWE SmackDown, il est décidé que le vainqueur d'une Battle Royal sera celui qui affrontera Alberto Del Rio pour le World Heavyweight Championship. Christian remporte cette Battle Royal et rejoint le Ladder match.

### The Miz contre John Cena contre John Morrison
The Miz remporte son match contre John Cena à WrestleMania XXVII et est toujours champion de la WWE. Le 11 avril à Raw est organisé un Gauntlet match à 5 pour désigner l'opposant au Miz lors de Extreme Rules 2011, comprenant Dolph Ziggler, Randy Orton, R-Truth, Johnny Morrison et John Cena. Ce dernier et R-Truth sont les deux derniers participants mais perdent par double disqualification avec l'intervention du Miz et d'Alex Riley. Le general manager de Raw les désigne donc tous les deux prétendants, faisant de ce qui devait être un simple match de championnat, un Triple Threat Match.
Lors du Raw du 18 avril, John Morrison défie R-Truth pour prendre sa place à Extreme Rules. John Morrison remporte ce match et devient challenger pour le WWE Championship. La stipulation est également modifiée et le match devient un Triple Threat Steel Cage Match.

### Jerry Lawler et Jim Ross contre Jack Swagger et Michael Cole
Le 11 avril à Raw est organisé un match un contre un opposant Jerry Lawler (avec Jim Ross) à Jack Swagger (avec Michael Cole). Ce match fut gagné par Jerry Lawler. Juste après ce match Jerry Lawler annonce à Michael Cole et Jack Swagger qu'il voudrait un match à Extreme Rules : un Country Whipping Match une sorte de Strap Match (lui et Jim Ross contre Michael Cole et Jack Swagger), ce que Cole accepte.

### CM Punk contre Randy Orton
Lors de Wrestlemania XXVII, CM Punk perd face à Randy Orton après que ce dernier a éliminé tous les autres membres de la New Nexus. La rivalité entre ces deux hommes continue. Le 4 avril 2011 à Raw, CM Punk perd en compagnie de Cody Rhodes contre Rey Mysterio et Randy Orton. Lors du RAW du 18 avril, CM Punk perd à nouveau contre Randy Orton dans un rematch de Wrestlemania après quoi la Nexus intervient mais n'a pas l'occasion de s'en prendre à Randy Orton. Il est annoncé ensuite que le match sera un Last Man Standing Match.

### Rey Mysterio contre Cody Rhodes
Le vendredi 22 avril (enregistré le 19), les deux catcheurs se sont affrontés à Smackdown. Ils se sont arrangés pour un match revanche de WrestleMania XXVII. Après le match, ils s'attaquent mutuellement à l'extérieur du ring et dans le public, c'est finalement Rhodes qui prend l'avantage. Ils vont donc s'affronter dans un Falls Count Anywhere Match.

### Layla contre Michelle McCool
Durant les semaines avant Extreme Rules, des désaccords apparaissent entre les deux divas de l'équipe LayCool, qui enchainent les défaites et en viennent à s'affronter. Le vendredi 29 avril (enregistré le 26), Layla défie Michelle McCool pour le pay-per-view dans un match sans disqualification ni décompte à l'extérieur, et dont la perdante devra quitter la WWE.

## Résultats
| #                                                                | Match                                                         | Stipulation                                                                         | Durée |
| ---------------------------------------------------------------- | ------------------------------------------------------------- | ----------------------------------------------------------------------------------- | ----- |
| Dark                                                             | Sin Cara bat Tyson Kidd                                       | Match simple                                                                        | 3:37  |
| 1                                                                | Randy Orton bat CM Punk                                       | Last Man Standing match                                                             | 20:06 |
| 2                                                                | Kofi Kingston bat Sheamus (c)                                 | Tables match pour le Championnat des États-Unis.                                    | 9:09  |
| 3                                                                | Michael Cole et Jack Swagger battent Jerry Lawler et Jim Ross | Country Whipping Tag Team match                                                     | 7:04  |
| 4                                                                | Rey Mysterio bat Cody Rhodes                                  | Falls Count Anywhere Match                                                          | 11:43 |
| 5                                                                | Layla bat Michelle McCool                                     | Match sans décompte à l'extérieur, sans disqualification, la perdante quitte la WWE | 5:24  |
| 6                                                                | Christian bat Alberto Del Rio                                 | Ladder match pour le Championnat du monde poids lourds (laissé vacant)              | 21:05 |
| 7                                                                | Big Show et Kane (c) battent Wade Barrett et Ezekiel Jackson  | Lumberjack match pour le Championnat par équipe de la WWE                           | 4:15  |
| 8                                                                | John Cena bat The Miz (c) et Johnny Morrison                  | Steel Cage Triple Threat match pour le Championnat de la WWE,                       | 19:50 |
| (c) désigne le(s) champion(s) défendant son titre dans le match. |                                                               |                                                                                     |       |